# キグルミ
キグルミ（Kigurumi）は、日本の子役により2006年に結成された女性音楽ユニット。所属レコード会社はビクターエンタテインメント。所属事務所は株式会社青空。

## メンバー

### 現在のメンバー
- ミキ（廣瀬碧紀、1996年6月4日 - ）
立ち位置は向かって右側。
- ケイ（本名非公開、2000年5月20日 - ）
立ち位置は向かって左側。

### 過去のメンバー
- ハルカ（遼花、1996年8月8日 - ）
立ち位置は向かって左側。

2007年6月30日付けで卒業。
- レナ（志村玲那 、1994年12月28日 - ）
立ち位置は向かって右側、3人で活動していた頃は真ん中。
2008年4月末日付けで卒業。

## 来歴

### 2006年
- 6月、キユーピーの「あえるパスタソース たらこ」のCMソングをCD発売するにあたり、オーディションによって選ばれたレナ（志村玲那）とハルカ（遼花）の2人から結成される。
- 7月19日、着うたフルで、「たらこ・たらこ・たらこ」の1番のみ先行配信。
- 8月、日本の多数のメディアにより、「キユーピーあえるパスタソース たらこ」のコマーシャルソング「たらこ・たらこ・たらこ」のフルバージョンが、CDで発売することが発表される。当初は「小学生の女の子二人組」とイラストで紹介されただけで、写真や情報などはまだ公開されていなかった。
- 9月6日、1stシングル「たらこ・たらこ・たらこ」を発売。ビクターエンタテインメントからリリースされ、デビューを果たす。
- 9月18日付のオリコンシングルチャートで、初登場2位を記録。グループ平均年齢10.5歳でのオリコンシングルチャートのトップ10入りという史上最年少記録を樹立し、話題となった。
- 12月、「たらこ・たらこ・たらこ」が新語・流行語大賞のベスト10入り。
- 12月6日、「たらこ・たらこ・たらこ たっぷりクリスマスBOX」を発売。
- 12月30日、第48回日本レコード大賞特別賞を受賞した。

### 2007年
- 1月、フジテレビ系ポンキッキの番組内で、「今日はめでタイ!」の放送が開始。
- 1月22日より、テレビ東京にて「みんなで!さんすう99隊」の放送が開始。
- 2月21日、「みんなで!さんすう99隊」がダウンロード配信限定アルバムとして配信スタート。
- 5月30日、2ndシングル「くるっと・まわって・いっかいてん／ダンシング・シスター」を発売。「くるっと・まわって・いっかいてん」は、テレビ東京系のアニメ番組『ケロロ軍曹』のエンディングテーマ曲、「ダンシング・シスター」は、フジテレビ系『めざましどようび』の4月7日から6月30日までのテーマソングで、英姉妹グループ・ノーランズの大ヒット曲「ダンシング・シスター」のカバー。
- 6月8日、ハルカが卒業する事を発表し、6月30日付けで卒業した。今後は学業に専念しながら芸能活動を継続していくとコメントした。
- 7月13日、テレビ朝日系アニメ番組「あたしンち」放送5周年を記念して、同番組のエンディングテーマのために清水ミチコと結成された新ユニット「キグルミチコ」を結成し、「ほっとっとっとな まいにち」を歌うことが発表された。
- 8月22日、3rdシングル「ほっとっとっとな まいにち」を発売。キグルミチコとしては最初で最後のシングルである。
- 9月1日、「レナ&ハルカ」としては最初で最後となる、アルバム「キグルミ」が9月19日に発売されることが発表された。
- 9月7日、「たまごっち」を題材にした映画『えいがでとーじょー! たまごっち ドキドキ! うちゅーのまいごっち!?』の主題歌「たまごっち」を担当することが発表され、キグルミに新たなメンバーを入れるオーディションを行うことも正式発表された。
- 9月19日、1stアルバム「キグルミ」を発売。
- 11月7日、オーディションで選ばれたミキとケイの新メンバー2人が発表され、レナと合わせた3人で活動することになった。
- 11月21日、4thシングル「たまごっち」を発売。新メンバーを加えてからは初めてのシングル。

### 2008年
- 4月25日、レナが卒業する事を発表し、4月末日付けで卒業した。卒業後も芸能活動は継続していくとコメントした。初期メンバーの2人は卒業したが、今後はミキとケイの2人で活動することになり、7月には新作アルバムのリリースを予定していることが発表された。
- 7月9日、2ndアルバム「キグルミのこどものうた」を発売。「ミキ&ケイ」として初めての作品であり、童謡のカバーに加え、「レナ&ハルカ」としてリリースされたオリジナル曲などが収録された。
- 12月17日、 5thシングル「たまごっち ハッピーヴァージョン」を発売。同月20日から劇場公開される、映画『映画! たまごっち うちゅーいちハッピーな物語!?』のオープニングテーマ曲に起用された。

### 2009年
- 9月7日、キグルミとしてのMyspaceアカウントを取得。洋楽カバーにも挑戦し、視聴出来るようになっている。
- 10月26日、生茶パンダ先生の新企画「歌おう！踊ろう！生茶パンダ先生」の曲にキグルミが歌で参加したことが発表される。

## 特徴
ユニットについて
- ユニット名は、テーマや音楽に合わせて衣装（着ぐるみ）を自由に変えていける、変幻自在のユニットにしようというコンセプトのもと、CM監督の加藤良1が命名した。
- デビューシングル『たらこ・たらこ・たらこ』で、グループ平均年齢10.5歳でのオリコンシングルチャートのトップ10入りという史上最年少記録を樹立した。当時レナは11歳、ハルカは10歳であった。
- 「キユーピーあえるパスタソース たらこ」のコマーシャルソング『たらこ・たらこ・たらこ』をCDで発売するにあたって結成されたユニットであり、最初にCMありきの企画ユニットだった。なおCMでは楽曲発売直前の5作目より歌唱担当している。
- 結成された時の初期メンバーは、当時既に子役タレントとして活動していた為、所属事務所はそれぞれ異なっている。卒業後も芸能活動を行っており、現在のメンバーも違った場面で活躍を見せている。
- 2006年に結成され同年秋から番組出演が絶えなかったが、初期メンバーの卒業を機に2009年頃から活発的な活動が見られていない。

衣装
- 着ぐるみを頭にかぶった姿が印象的である。
- デビュー曲では赤色のたらこの着ぐるみ（レナ：横たらこ帽子、ハルカ：縦たらこ帽子）をかぶった姿が話題を呼んだ。
- 曲ごとに違った着ぐるみをかぶっている。またたらこ・たらこ・たらこクリスマスバージョンの衣装では、ポンチョのようなコートに、ブーツを履くなどの変更があった。

## 作品

### シングル
- たらこ・たらこ・たらこ（2006年9月6日、ビクターエンタテインメント）
「キユーピーあえるパスタソース たらこ」コマーシャルソング
- くるっと・まわって・いっかいてん／ダンシング・シスター（2007年5月30日、ビクターエンタテインメント）
「くるっと・まわって・いっかいてん」は、テレビ東京系アニメ『ケロロ軍曹』の9代目エンディングテーマ、「ダンシング・シスター」は、フジテレビ系土曜日朝の情報番組『めざましどようび』の2007年4月7日からのテーマソング。
- ほっとっとっとな まいにち（2007年8月22日、ビクターエンタテインメント）
テレビ朝日系アニメ『あたしンち』放送5周年記念エンディングテーマ曲。清水ミチコと「キグルミチコ」名義で歌唱。
- たまごっち（2007年11月21日、HiHiRecords）
映画『えいがでとーじょー! たまごっち ドキドキ! うちゅーのまいごっち!?』主題歌。
- たまごっち ハッピーヴァージョン（2008年12月17日、HiHiRecords）
映画『映画! たまごっち うちゅーいちハッピーな物語!?』オープニングテーマ曲。

### アルバム
- キグルミ（2007年9月19日、ビクターエンタテインメント）
- キグルミのこどものうた（2008年7月9日、HiHiRecords）

### ダウンロード配信曲
- みんなで!さんすう99隊（2007年2月21日配信限定アルバム、ビクターエンタテインメント）
- たまごっち（2007年9月19日配信限定アルバム、HiHiRecords）
レナが歌う「たまごっち」の1番のみ。
- Winter Wonderland（2008年12月17日 配信限定アルバム、HiHiRecords）

### DVD+CD
- たらこ・たらこ・たらこ たっぷりクリスマスBOX（2006年12月6日、ビクターエンタテインメント）

### テレビ放送
- 今日はめでタイ!（2007年1月 - 2007年3月30日、フジテレビ系ポンキッキ番組内）
BSフジ「ガチャピンClub」でも放送されていた。
配信限定の「みんなで!さんすう99隊」とテレビ放送のみされた「今日はめでタイ!」は、「1st Album キグルミ」内に収録された。

### 参加作品
- まりもっこりベスト（2008年7月16日）

## 発売中止作品

### アーケードゲーム
- 「ふしぎボーケンたまごっち」(2008年4月稼動開始 - 2009年3月稼動終了、データカードダス『たまごっちとふしぎな絵本』主題歌[注釈 1])
稼動開始後に発売されたアルバム「キグルミのこどものうた」にも収録されておらず、完全な欠番扱いとなっており、本ゲーム自体も稼動終了している為、現状において公式の音源を視聴する方法はない。

## 出演

### 音楽番組
- ミュージックステーション（2006年9月8日、10月20日、12月22日、2007年1月12日、テレビ朝日）
  - 2006年12月22日の「ミュージックステーションスーパーライブ 2006」では史上最年少の出演者となった。
  - 「2007年・新年一発目の2時間スペシャル」内での放送では「キグルミ はじめてのスーパーライブ」として出演していた。
- 魁!音楽番付（2006年10月25日、フジテレビ）
- HEY!HEY!HEY! MUSIC CHAMP（2006年11月7日、フジテレビ）
- FNS歌謡祭（2006年12月6日、フジテレビ）
- 第48回日本レコード大賞（2006年12月30日、TBSテレビ）特別賞受賞
- うたばん（2007年6月14日、TBSテレビ）

### バラエティ番組
- 森田一義アワー 笑っていいとも!「チビッコ一芸広場」コーナー（2006年9月18日、フジテレビ）
- 踊る!さんま御殿!! お笑い怪獣大行進SP（2006年11月28日、日本テレビ）
- 行列のできる法律相談所（2006年12月10日、日本テレビ）
- ポンキッキ（2007年1月 - 2007年3月30日、フジテレビ）
- みんなで!さんすう99隊（2007年1月22日 - 3月2日（2の段 - 6の段）、テレビ東京、関東ローカル）
  - インターネットサイト「DOGATCH」で2007年1月29日 - 2007年3月31日まで全国配信（2の段 - 9の段）
- くりぃむしちゅーのたりらリでイキます!!（2007年1月25日、日本テレビ）
- 愛のエプロン（2007年3月7日、ちびっこジャッジマンSP、テレビ朝日）

### 報道番組
- めざましどようび（2006年9月10日、2007年4月7日、2007年6月2日、2007年6月30日、フジテレビ）
  - 2007年4月7日の放送では、米ロサンゼルス・ニコロデオン主催「キッズ・チョイス・アワード」のレポートVTRが流れた。
  - 2007年6月30日の出演は、"ハルカ・キグルミとしての最後の出演"となった。
- スッキリ!!（2006年9月13日、日本テレビ）
- ズームイン!!SUPER ズームSUPERステージ（2006年10月8日、中京テレビ、日本テレビ系）

### CM
- キユーピー「あえるパスタソース たらこ」コマーシャルソング（2006年 - 2007年）（声の出演）

### PV
- 生茶パンダ先生「歌おう!踊ろう!生茶パンダ先生」（2009年10月）（声の出演）

### テレビアニメ
- ケロロ軍曹（2007年4月7日 - 7月7日、エンディング映像、テレビ東京）

### 雑誌
- 小学館 『小学六年生 2006年12月号』インタビュー（2006年11月2日発売）
- 文藝春秋 『TITle 3月号』（2007年1月26日発売）
- 朝日新聞『週刊朝日 2007年2月9日号』表紙&インタビュー（2007年1月30日発売）
- 主婦の友社『Hana*chu→』
- 小学館 『小学二年生 2007年9月号』（2007年8月3日発売）

## 受賞歴
「レナ&ハルカ」として
2006年
- 第23回新語・流行語大賞「たらこ・たらこ・たらこ」トップ10選出
- 第48回日本レコード大賞 特別賞受賞

2007年
- 第21回日本ゴールドディスク大賞 新人賞受賞